# Mont Saint-Bruno
Le mont Saint-Bruno, avec ses 218 mètres, est l'une des neuf collines Montérégiennes. De taille relativement modeste, il n'en est pas moins très populaire en raison de sa proximité avec Montréal. Son sommet offre une vue panoramique de la région.

## Toponymie
La montagne reprend le nom de Saint-Bruno-de-Montarville, ville qui est située à l'ouest de la montagne. La montagne était autrefois connue sous le nom de « colline de Montarville », du nom de la seigneurie que Pierre Boucher concéda en 1710 à son fils. C'est la fondation de la paroisse de Saint-Bruno en 1842 qui provoqua le changement graduel du nom. Le nom de la paroisse visait à commémorer la famille Bruneau qui finança le début de paroisse.

## Géographie

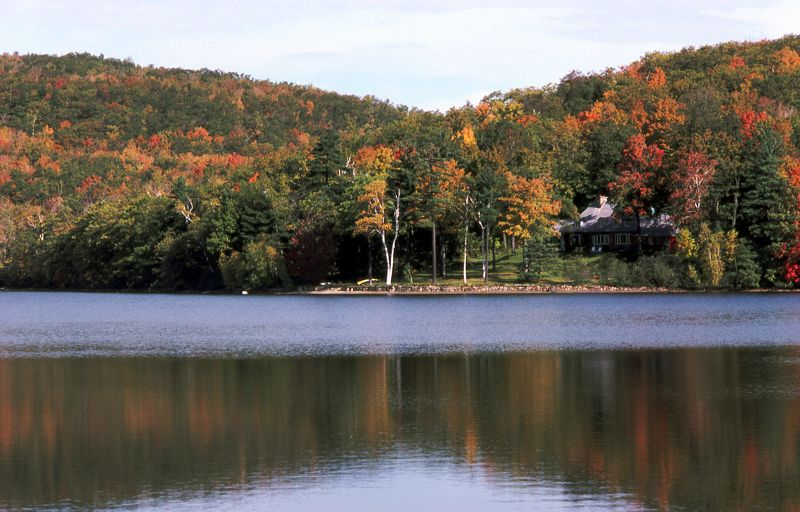
Le Lac seigneurial.

Le mont Saint-Bruno se trouve à 20 kilomètres du centre ville de Montréal et les Montréalais en ont fait une de leurs destinations préférées pour de courtes escapades en nature.
On y retrouve :
- trois villes :
  - Saint-Bruno-de-Montarville sur le sommet du mont et sur le flanc sud-ouest,
  - Saint-Basile-le-Grand sur le flanc sud-est,
  - Sainte-Julie sur le flanc nord ;
- le parc national du Mont-Saint-Bruno, un parc de 8,8 km2 avec ses 35 + 10 kilomètres de sentiers de ski de fond et de marche ainsi qu'un nouveau sentier de raquette de 3,7 km, ses deux cents espèces d'oiseaux et ses quarante espèces de mammifères ;
- six lacs :
  - cinq à l'intérieur du parc national du  Mont-Saint-Bruno,
  - un au centre de la ville Saint-Bruno-de-Montarville ;
- un moulin historique (un ancien moulin à farine qui était actionné par le ruisseau de vidange de l'un des lacs du mont) ;
- 850 pommiers (les collines Montérégiennes sont très propices à la culture des pommes car leur sous-sol est bien drainé grâce à la moraine qui y a été déposée par les glaciers lorsqu'ils ont butté contre les collines) ;
- un centre de ski alpin, le Ski Mont Saint-Bruno, abritant la plus grande école de sport de glisse au Canada ;
- trois carrières (dont deux ne sont plus exploitées) :
  - la carrière en activité se trouve dans les limites de la ville de Sainte-Julie, au nord du centre Ski Mont Saint-Bruno,
  - une carrière non exploitée se trouve au sud du centre Ski Mont Saint-Bruno,
  - une autre carrière non exploitée se trouve maintenant à l'intérieur des limites de la ville de Saint-Bruno-de-Montarville et a été transformée en lac artificiel autour duquel se construisent des condominiums de luxe ;

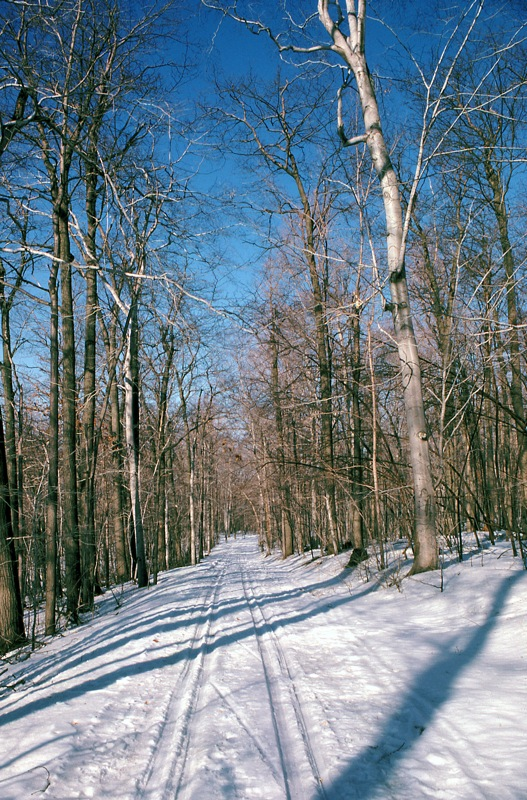
Piste de ski de fond.

- un terrain d'exercices de tir au fusil des Forces armées canadiennes ;
- deux écoles :
  - le Collège Trinité (Secondaire),
  - l'Académie des Sacrés-Cœurs (Primaire).

## Géologie
Le mont Saint-Bruno s'est formé il y a environ 125 millions d'années lors d'une intrusion souterraine de magma. Ce magma n'a pas atteint la surface terrestre et a figé en profondeur. La colline est apparue lors de l'érosion par les glaciers des roches sédimentaires avoisinantes, plus fragiles que la roche métamorphique formée par le contact du magma et de la roche sédimentaire.
Pour plus de détails sur la géologie des collines Montérégiennes, voir la section Géologie des collines Montérégiennes dans l'article collines Montérégiennes.